# Тросси, Вернер Юханович
Вернер Эрнст Харальд Тросси (эст. Verner Ernst Harald Trossi), по российским и советским документам Вернер Юханович Тросси (11 июля 1890, Вейсенштейн — 19 июня 1953, Нарва) — эстонский и советский военачальник, полковник.

## Биография
Начал воинскую службу в Русской императорской армии. Призван из запаса в 1-й пехотный запасный батальон Русской императорской армии во время Первой мировой войны, 29 января 1916 года произведён в прапорщики. После начала гражданской войны перешёл на службу Эстонской Республике, в ноябре 1919 года в звании капитана был направлен в 9-й пехотный батальон. 7 ноября 1919 года произведён в подполковники. Служил до 1939 года в военных округах Выру-Петсери, Валга и Виру-Ярва. 8 ноября 1939 года уволен в запас.
Продолжил службу в советской армии, в 1940 году был назначен командиром 21-го стрелкового полка 180-й стрелковой дивизии (в/ч № 5520) 22-го стрелкового корпуса. В годы войны был направлен преподавателем в Военную академию имени В. М. Фрунзе, позже служил в 8-м стрелковом корпусе.
25 сентября 1950 года арестован по обвинению в антисоветской деятельности и осуждён. 19 июня 1953 года умер в Нарвском лагере. 22 августа 2008 года на Нарвской набережной была открыта мемориальная плита с именами советских военнопленных, погибших во время войны, а также с именами репрессированных в послевоенные годы: имя Тросси также упомянуто на плите.